# 마르코 사우
마르코 사우(이탈리아어: Marco Sau, 1984년 11월 3일 ~ )는 이탈리아의 축구 선수로 현재 세리에 C의 페랄피살로에서 뛰고 있다.

## 어린 시절
사우는 어린 시절부터 파톨리노(Pattolino, 오리 새끼)라는 별명이 있다. 그의 어린시절 목표는 사르데냐의 잔프랑코 졸라였다. 2000년에 그의 삼촌을 방문했던 동안인 3달간, 스코틀랜드에 있는 리빙스턴 FC의 유스팀에서 훈련을 받았다.